# 拉布鲁吉
拉布鲁吉是葡萄牙波尔图区的一个堂区。总面积5.75平方公里，总人口2472人，人口密度429.9人/平方公里。